# Magione
Magione ist eine italienische Gemeinde in der Provinz Perugia in der Region Umbrien mit 14.652 Einwohnern (Stand 31. Dezember 2023).

## Geografie
Magione liegt am Kreuzungspunkt der Wege nach Perugia, Arezzo und Chiusi 15 km westlich der Provinz- und Regionalhauptstadt Perugia auf einer Höhe von 299 Metern. Die Gemeinde erstreckt sich über 130 km² und liegt in der klimatischen Einordnung italienischer Gemeinden in der Zone D, 2 094 GR/G.
Zu den Ortsteilen gehören Agello, Antria, Monte del Lago, Montecolognola, Montemelino, San Feliciano, San Savino, Sant’Arcangelo, Torricella und Villa.
Die Nachbargemeinden sind Castiglione del Lago, Corciano, Panicale, Passignano sul Trasimeno, Perugia, Tuoro sul Trasimeno und Umbertide.

## Geschichte
Schon in der Zeit der Etrusker war die Gegend besiedelt. Zunächst hieß der kleine Ort Carpina, im Mittelalter wurden die Siedlungen der Gegend Pian di Carpine genannt. Der Ort wuchs mit der Ankunft des Souveränen Malteserorden (Cavalieri Gerosolimitani) in der ersten Hälfte des 12. Jahrhunderts, die hier die Badia (heute als Castello dei Cavalieri di Malta bekannt) als Ospedale eröffneten. 1292 hatte der Ort ca. 900 Einwohner. In der Mitte des 13. Jahrhunderts kam es zu Konflikten zwischen der Bevölkerung und dem Orden, die zur Gründung des Ortes Montecolognola führte, einhergehend mit einem Bevölkerungsschwund und dem Wechsel des Marktplatzes 1383 vor das Haupttor von Montecolognola. Zur gleichen Zeit konsolidierte sich der Ort durch die Badia und die Nähe zur Straße von Perugia nach Cortona, sodass bereits im 14. Jahrhundert wieder Osterien und Unterkünfte in Magione dokumentiert wurden. 1502 entstand im Castello dei Cavalieri di Malta die Magione-Verschwörung gegen Cesare Borgia.

## Sehenswürdigkeiten

### Im Ortskern

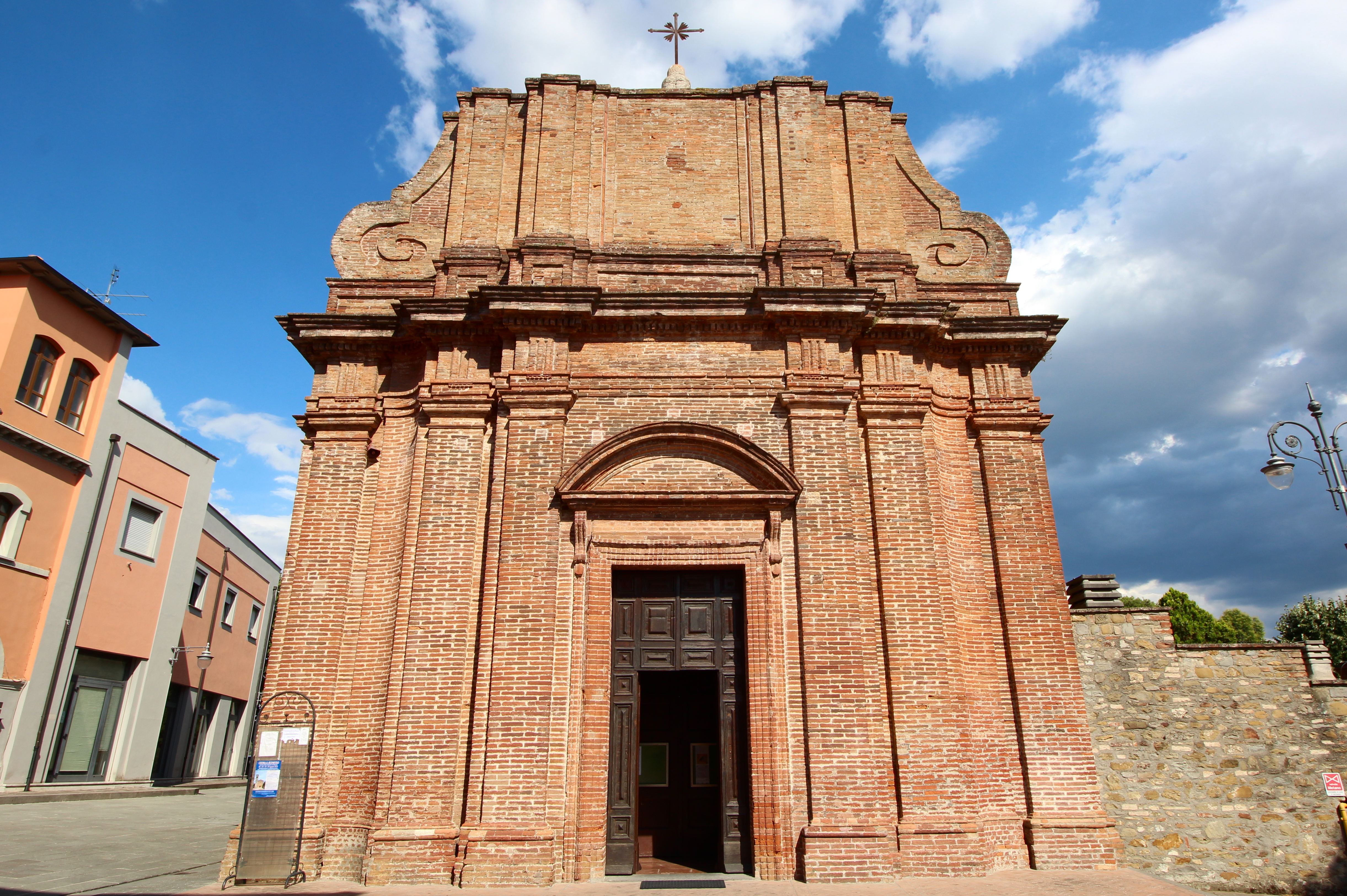
Die Kirche San Giovanni Battista

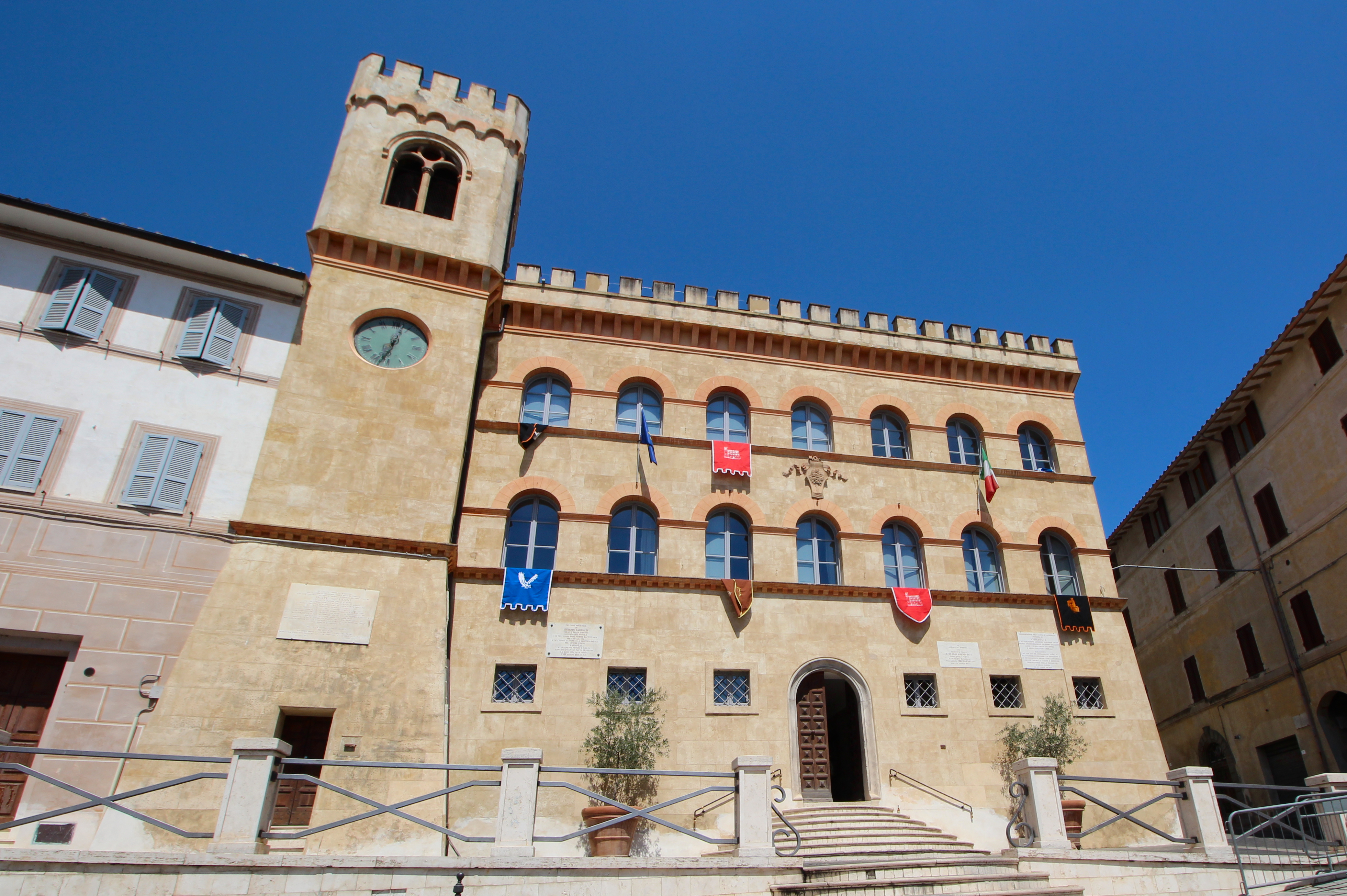
Das Rathaus (Palazzo Comunale)

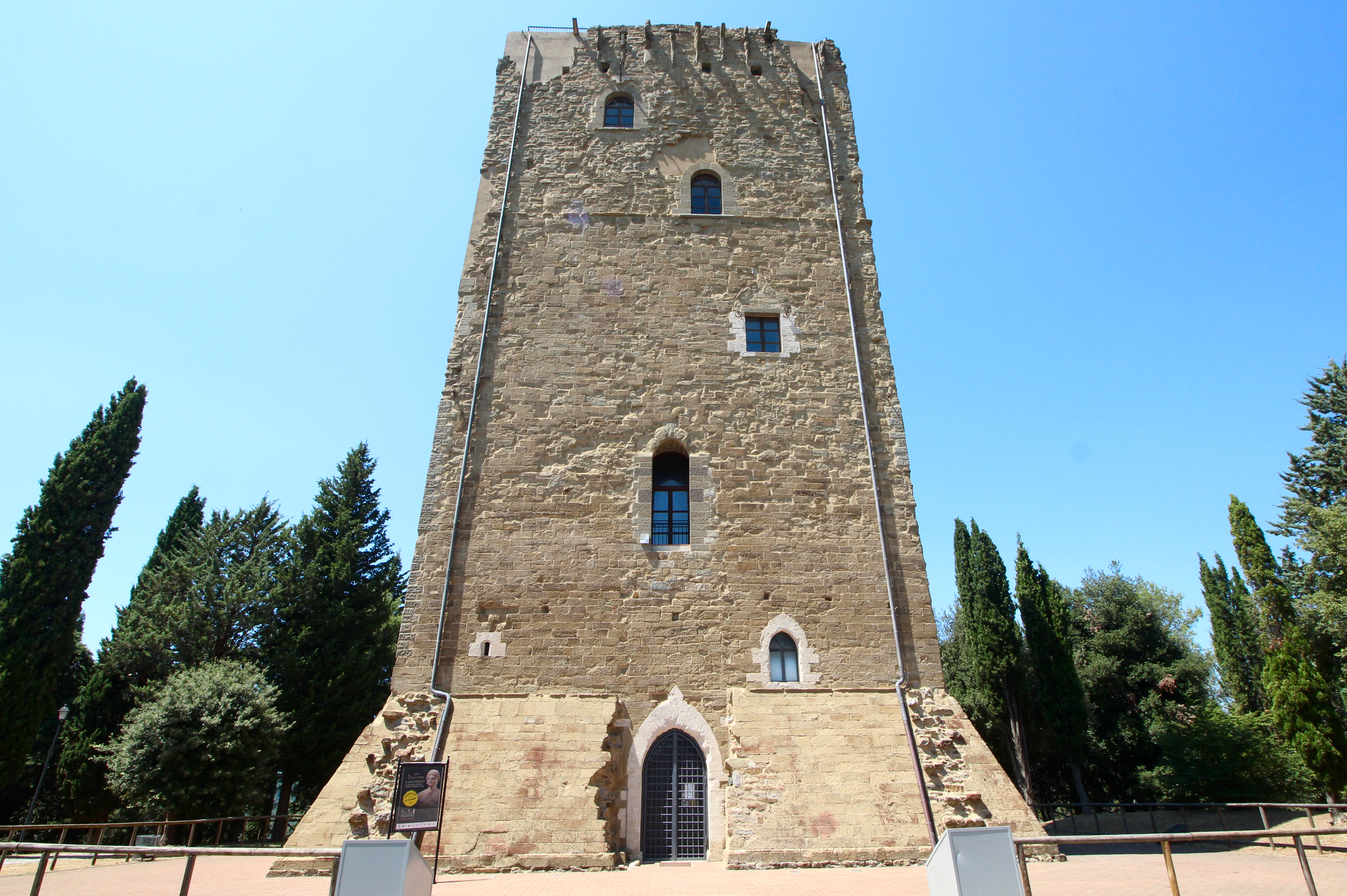
Torre dei Lambardi

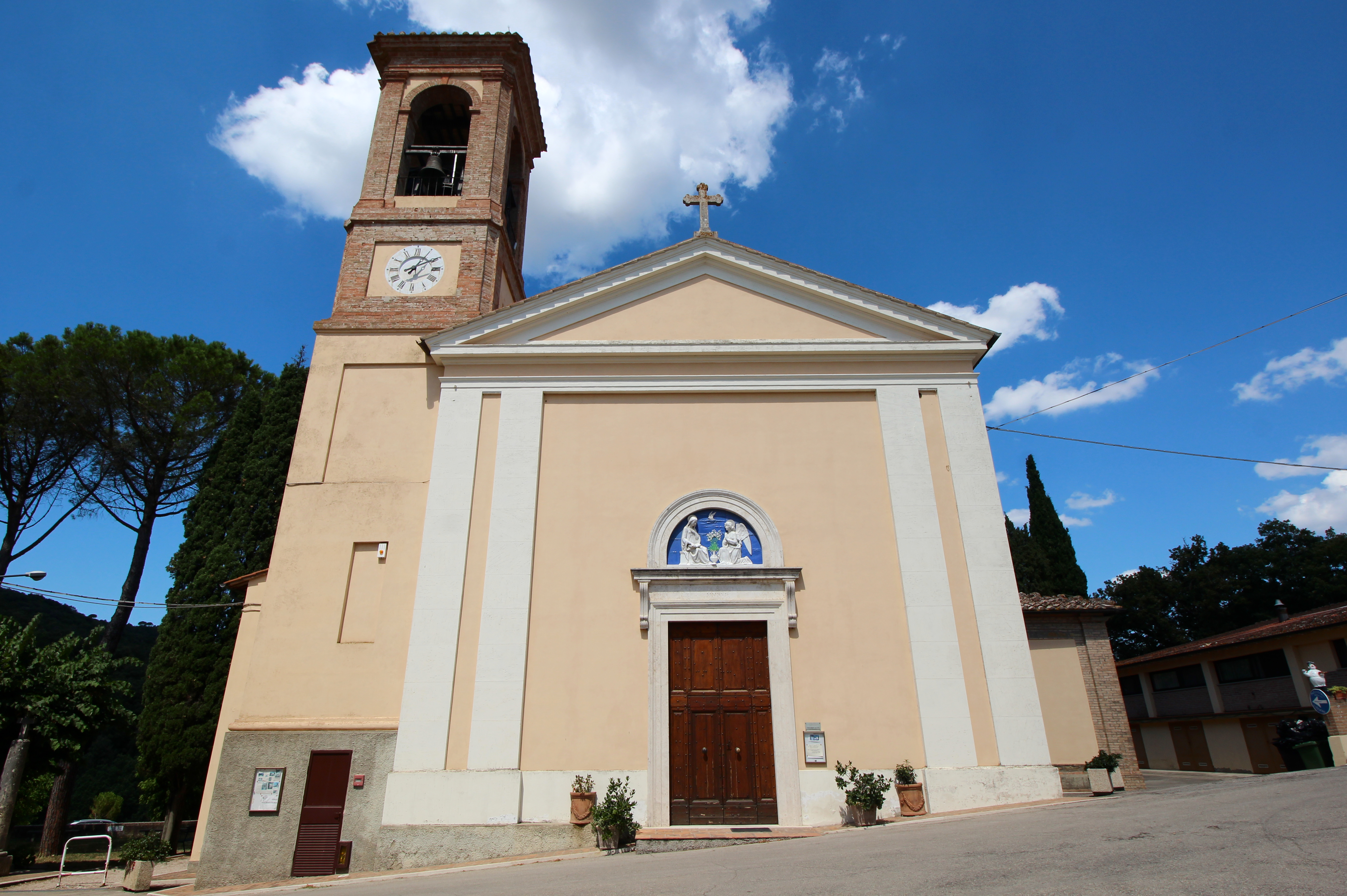
Das Santuario della Madonna di Lourdes in Montemelino

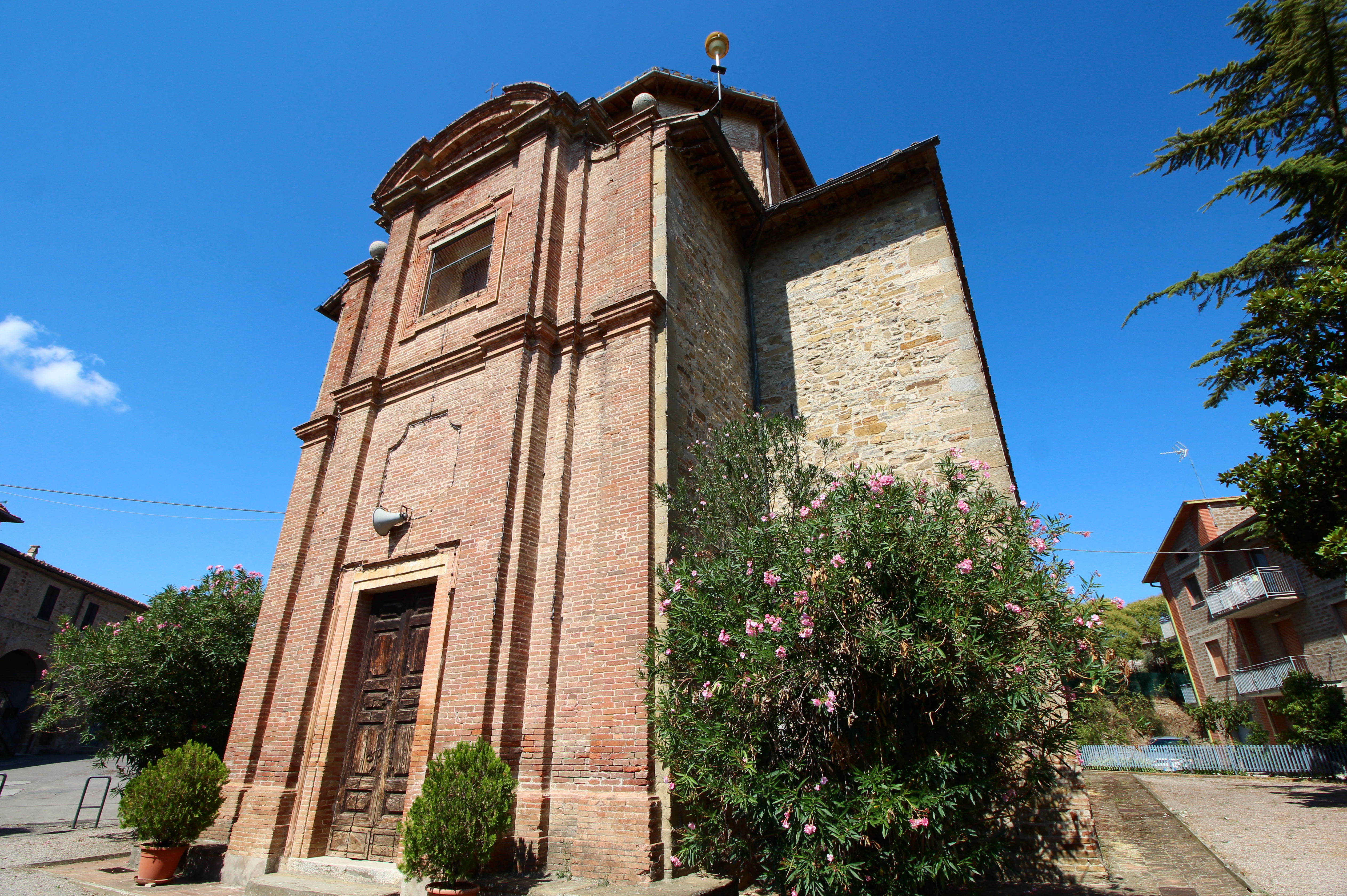
Das Santuario della Madonna del Soccorso in Soccorso

- Castello dei Cavalieri di Malta, im 13. Jahrhundert als Ospedale[2] errichtete heutige Burganlage des Johanniterordens. Privatbesitz, Besichtigung Juli/August.
- Madonna delle Grazie, 1209 erwähnt und ab 1371 als Madonna dell’Ospedale genannt.[5] Wurde 1720 stark verändert.[2]
- San Giovanni Battista, Kirche, die erstmals 1572 als Chiesa di San Giovanni di Pian di Carpine detto la Magione erwähnt wurde. Nach dem Erdbeben von 1832 wurde die Fassade neu errichtet und die Kirche bis 1836 erweitert.[6] Enthält im Innenraum Fresken von Gerardo Dottori.[2]
- Palazzo Comunale, Rathaus mit Uhr- und Glockenturm an der Piazza Fra Giovanni da Pian di Carpine (früher Piazza del Mercato). Das Gebäude gehörte früher zur Kirche Madonna della Grazie und ist im Gemeindebesitz seit 1829.[7]
- Palazzo Nicolai (auch Palazzo Nicolaj), 1899 für die Brüder Stanislao und Benedetto Nicolaj fertiggestelltes Gebäude.[8]
- Torre dei Lambardi, ca. 30 m[9] hoher Wehrturm am höchsten Punkt des Orts, der um das 12./13. Jahrhundert entstand.[10]

### In den Ortsteilen
- Santi Antonio e Rocco, Kirche in Antria, 1425 erwähnt.[11]
- Kirchen in Agello: siehe → Hauptartikel: Agello
- San Michele Arcangelo, Kirche in Collesanto, 1361 dokumentiert.[12]
- Kirchen in Monte del Lago: siehe → Hauptartikel: Monte del Lago
- Kirchen in Montecolognola: siehe → Hauptartikel: Montecolognola
- San Michele Arcangelo, Kirche in Collesanto, 1361 dokumentiert.[13]
- San Cristoforo, Kirche in Montesperello (auch Monte Sperello), 1350 erwähnt. Das heutige Erscheinungsbild stammt aus dem Jahr 1762, der heutige Campanile entstand 1797, die Fassade 1926.[14]
- Cappella Balucani, Kapelle in Montesperello.
- Kirchen in San Feliciano: siehe → Hauptartikel: San Feliciano
- Kirchen in San Savino: siehe → Hauptartikel: San Savino (Umbrien)
- Kirchen in Sant’Arcangelo: siehe → Hauptartikel: Sant’Arcangelo (Umbrien)
- Madonna del Soccorso, Sanktuarium in Soccorso. Entstand von 1719 bis 1729. Der Hochaltar wurde am 25. September 1742 von Francesco Riccardo Ferniani, dem damaligen Bischof von Perugia, geweiht.[15]
- Kirchen in Torricella: siehe → Hauptartikel: Torricella (Umbrien)
- San Valentino, Kirche in Villa. Entstand im 14. Jahrhundert und wurde im 20. Jahrhundert erweitert.[16]
- San Nicola, Kirche kurz südlich von Villa. Ehemalige Kirche der Familie Baldelli, die seit mindestens 1914 unter dem Namen San Nicola di Tolentino genannt wird.[17]

## Sport
Die Motorsport-Rennstrecke Autodromo dell’Umbria liegt im Gemeindegebiet von Magione.

## Verkehr

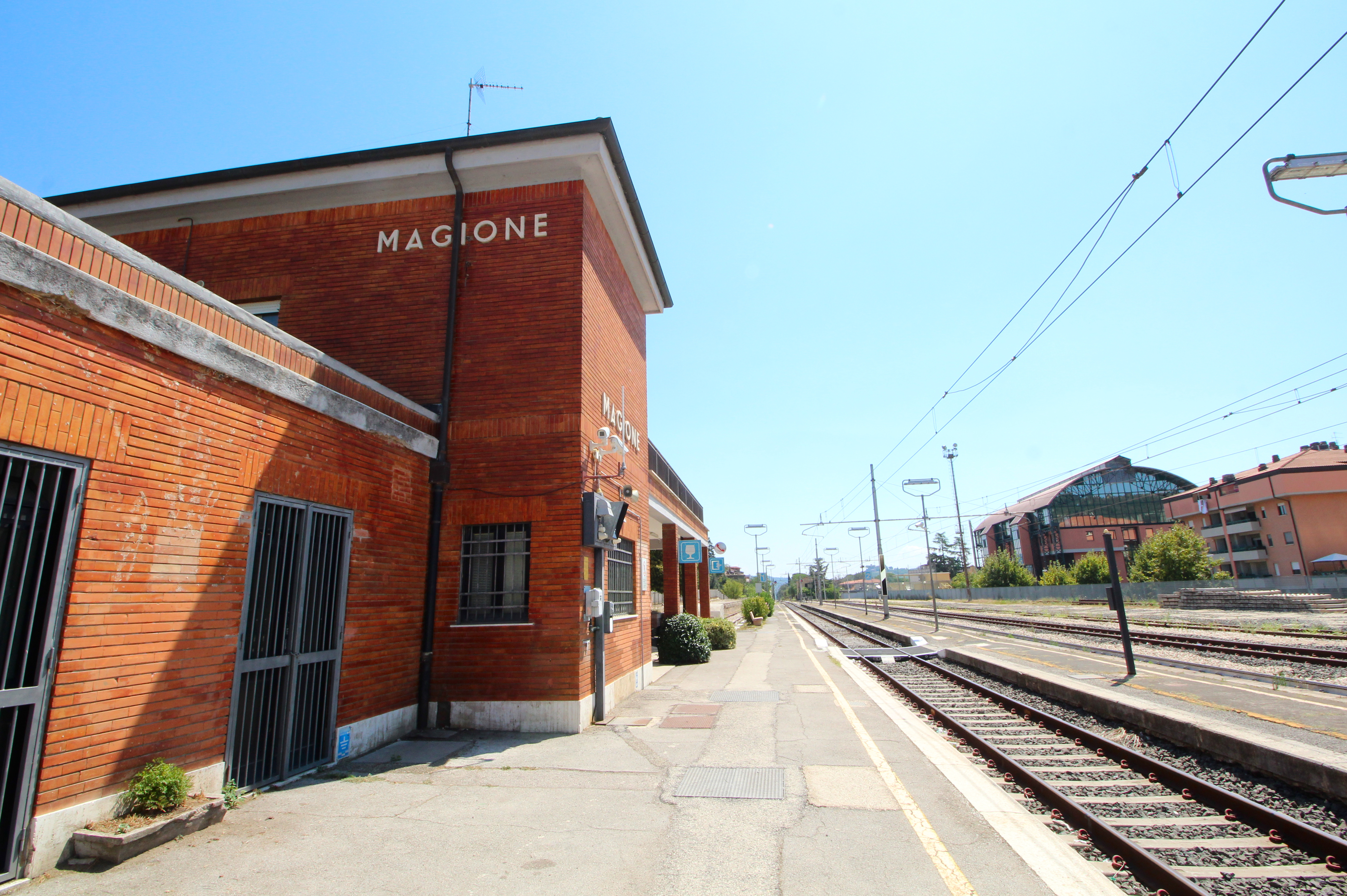
Der Bahnhof Magione

- Der Ort liegt an der Anschlussstelle Magione an dem Raccordo autostradale 6, ebenso wie die Anschlussstelle Torricella im gleichnamigen Ortsteil westlich der Gemeinde.
- Der Bahnhof Magione liegt an der Bahnstrecke Terontola-Foligno, ebenso wie der Haltepunkt Torricella im gleichnamigen Ortsteil westlich der Gemeinde.

## Söhne und Töchter der Gemeinde
Der berühmteste Sohn der Stadt (damaliger Name des Ortes: Pian del Carpine) ist der Franziskaner Fra Giovanni da Pian del Carpine, der im 13. Jahrhundert als Botschafter von Innozenz IV. in die Mongolei zum Khan der Tataren geschickt wurde. Sein Reisebericht von 1248 beweist, dass er vor Marco Polo nach China gelangt war.